# Clathrozoella
Clathrozoella är ett släkte av nässeldjur. Clathrozoella ingår i familjen Clathrozoellidae.
Kladogram enligt Catalogue of Life:
| Clathrozoella | \| \| Clathrozoella abyssalis \| \| \| \| \| \| Clathrozoella bathyalis \| \| \| \| \| \| Clathrozoella drygalskii \| \| \| \| \| \| Clathrozoella medeae \| \| \| \| |
|               | \| \| Clathrozoella abyssalis \| \| \| \| \| \| Clathrozoella bathyalis \| \| \| \| \| \| Clathrozoella drygalskii \| \| \| \| \| \| Clathrozoella medeae \| \| \| \| |
|               | Velkovchia |
|               | |
|               | Clathrozoella abyssalis |
|               | |
|               | Clathrozoella bathyalis |
|               | |
|               | Clathrozoella drygalskii |
|               | |
|               | Clathrozoella medeae |
|               | |

|  | Clathrozoella abyssalis  |
|  |                          |
|  | Clathrozoella bathyalis  |
|  |                          |
|  | Clathrozoella drygalskii |
|  |                          |
|  | Clathrozoella medeae     |
|  |                          |